# Botou
Botou è un dipartimento del Burkina Faso classificato come comune, situato nella provincia di Tapoa, facente parte della Regione dell'Est.
Il dipartimento si compone del capoluogo e di altri 23 villaggi: Affini, Bamini, Bossoangri, Boulel, Diagargou, Doubiti, Fantou, Fobri, Gangana, Garbongou, Kalayenou, Kankangou, Kogori, Koguini, Komonli, Koyenga, Kpengnoanfouangou, Mandiari, Nombiti, Partiaga, Pori, Tapoa-Diagbagbi e Tiantiabouli.